# Wesley Ruggles

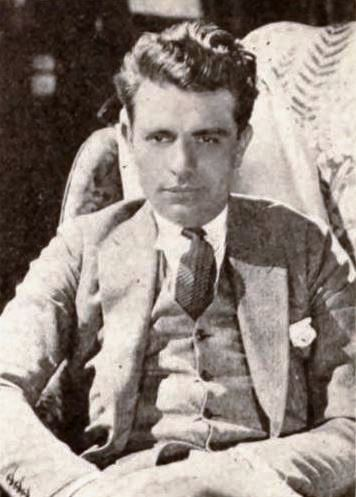
Wesley Ruggles, 1920.

Wesley Ruggles, född 11 juni 1889 i Los Angeles, Kalifornien, död 8 januari 1972 i Santa Monica, Kalifornien, var en amerikansk filmregissör. Mellan 1917 och 1946 regisserade han ett 80-tal filmer. Han är främst känd som regissör till den Oscarbelönade westernfilmen Cimarron 1931.
För sitt arbete med film har han fått en stjärna på Hollywood Walk of Fame vid adressen 6424 Hollywood Blvd.
Han var bror till skådespelaren Charles Ruggles.

## Filmregi, urval
- 1931 – Cimarron
- 1932 – En man för mig
- 1933 – Jag är ingen ängel
- 1935 – Den gyllene liljan
- 1937 – Kunna dessa ögon ljuga?
- 1937 – Vi träffades i Paris
- 1940 – En herre för mycket
- 1940 – Skarpskytten i Arizona
- 1941 – Det kan ingen doktor hjälpa
- 1943 – Ung flicka lever farligt